# Johan Roijakkers
Johan Roijakkers n. (Deurne, Países Bajos, 15 de septiembre de 1980) es un exbaloncestista y entrenador holandés de baloncesto. 

## Trayectoria
Johan fue un jugador de baloncesto que defendió durante dos temporadas al equipo PSV/Almonte Eindhoven desde 1997 a 1999 y durante cuatro temporadas al Bingoal Bree de Bélgica hasta 2003.
En el año 2011 obtuvo su primer trabajo como entrenador en las filas del BC Prievidza en Eslovaquia, donde ganó el título nacional. En 2012, se fue al BG 74 Göttingen de la ProA (Basketball Bundesliga), la segunda división alemana. 
En la temporada 2013-14, logra el ascenso a la Basketball Bundesliga con BG 74 Göttingen. El equipo venció a Crailsheim Merlins en la final y fue nombrado campeón de la ProA (Basketball Bundesliga). 
En mayo de 2020, puso fin a su etapa de 8 temporadas en BG 74 Göttingen.
El 1 de julio de 2020, Roijakkers firmó un contrato de tres años como entrenador del Brose Bamberg de la Basketball Bundesliga.
El 29 de noviembre de 2021, deja de ser entrenador del Brose Bamberg de la Basketball Bundesliga, y es sustituido por Oren Amiel.
El 12 de enero de 2022, firma por el Pallacanestro Varese de la Lega Basket Serie A para sustituir a Adriano Vertemati.
El 14 de abril de 2022, es despedido como entrenador del Pallacanestro Varese y es sustituido por Alberto Seravalli.